# Pocałuj mnie
Pocałuj mnie (szw. Kyss mig) – szwedzki dramat filmowy z 2011 roku w reżyserii Alexandry-Theresy Keining. Pierwszy szwedzki film fabularny o miłości lesbijskiej. 

## Fabuła
Lasse (Krister Henriksson) i Elisabeth (Lena Endre) zamierzają się pobrać. Na przyjęcie zaręczynowe przybywa córka Lasse, Mia, wraz ze swoim narzeczonym Timem (Joakim Nätterqvist). Tam spotyka córkę Elisabeth, lesbijkę Fridę (Liv Mjönes). Frida szybko zaczyna interesować się Mią, która, choć z pewnym wahaniem, zawiera z nią bliższą znajomość. Z czasem między obiema kobietami rozwija się obustronne uczucie. Rozpoczyna się niebezpieczny romans.

## Produkcja
Zdjęcia kręcono w Szwecji (Sztokholm, Malmö, Ystad, Köpingebro, Nybrostrand), Danii (Fionia) i Hiszpanii (Sitges).